# 1997 GB14
1997 GB14 är en asteroid i huvudbältet som upptäcktes den 3 april 1997 av LINEAR.
Asteroiden har en diameter på ungefär 3 kilometer.